# Демко Христина-Зоряна Ростиславівна
Христина-Зоряна Ростиславівна Демко (нар. 23 червня 1998) — українська борчиня вільного стилю, бронзова призерка чемпіонату Європи.

## Спортивні результати на міжнародних змаганнях

### Виступи на чемпіонатах Європи
| Змагання                         | Збірна  | Вагова категорія       | Місце  |
| -------------------------------- | ------- | ---------------------- | ------ |
| Чемпіонат Європи з боротьби 2021 | Україна | жіноча боротьба, 55 кг | Бронза |

### Виступи на інших змаганнях
| Змагання                                     | Збірна  | Вагова категорія          | Місце  |
| -------------------------------------------- | ------- | ------------------------- | ------ |
| Київський Міжнародний турнір з боротьби 2018 | Україна | жіноча боротьба, до 57 кг | 11     |
| Київський Міжнародний турнір з боротьби 2019 | Україна | жіноча боротьба, до 55 кг | Бронза |
| Київський Міжнародний турнір з боротьби 2020 | Україна | жіноча боротьба, до 55 кг | Срібло |
| Кубок світу з боротьби 2020                  | Україна | жіноча боротьба, до 53 кг | 12     |
| Київський Міжнародний турнір з боротьби 2021 | Україна | жіноча боротьба, до 55 кг | Срібло |

### Виступи на змаганнях молодших вікових груп
| Змагання                                       | Збірна  | Вагова категорія          | Місце  |
| ---------------------------------------------- | ------- | ------------------------- | ------ |
| Чемпіонат Європи з боротьби серед кадетів 2014 | Україна | жіноча боротьба, до 49 кг | 5      |
| Чемпіонат світу з боротьби серед кадетів 2015  | Україна | жіноча боротьба, до 49 кг | 16     |
| Чемпіонат Європи з боротьби серед юніорів 2018 | Україна | жіноча боротьба, до 55 кг | Бронза |
| Чемпіонат світу з боротьби серед юніорів 2018  | Україна | жіноча боротьба, до 55 кг | 8      |
| Чемпіонат світу з боротьби серед молоді 2018   | Україна | жіноча боротьба, до 55 кг | 8      |
| Чемпіонат світу з боротьби серед молоді 2019   | Україна | жіноча боротьба, до 55 кг | 5      |
| Чемпіонат Європи з боротьби серед молоді 2021  | Україна | жіноча боротьба, до 55 кг | Золото |